# 月寒駅
月寒駅（つきさっぷえき）は、かつて北海道札幌市白石区栄通にあった日本国有鉄道（国鉄）千歳線（末期は函館本線貨物支線）の駅（廃駅）である。事務管理コードは▲131402。

## 概要
北海道鉄道札幌線の開業時に開駅した。場所自体は旧白石村にあったが、駅舎は旧豊平町月寒の側に建てられた。1944年（昭和19年）頃、軍司令部や豊平町議会は「つきさっぷ」という読み方を「つきさむ」へ変更したが、国有鉄道は「つきさっぷ」の名を変えなかった。
千歳線の新線付け替え時に旅客営業を廃止しているが、東札幌駅 - 当駅間は函館本線貨物支線（白石駅 - 月寒駅）に編入され、1965年（昭和40年）完成のアサヒビール北海道工場からの貨物積み出し用の貨物駅として1976年（昭和51年）の廃止まで用いられた。
なお、1964年（昭和39年）当時、1日約1,000人の利用があったという。

## 歴史

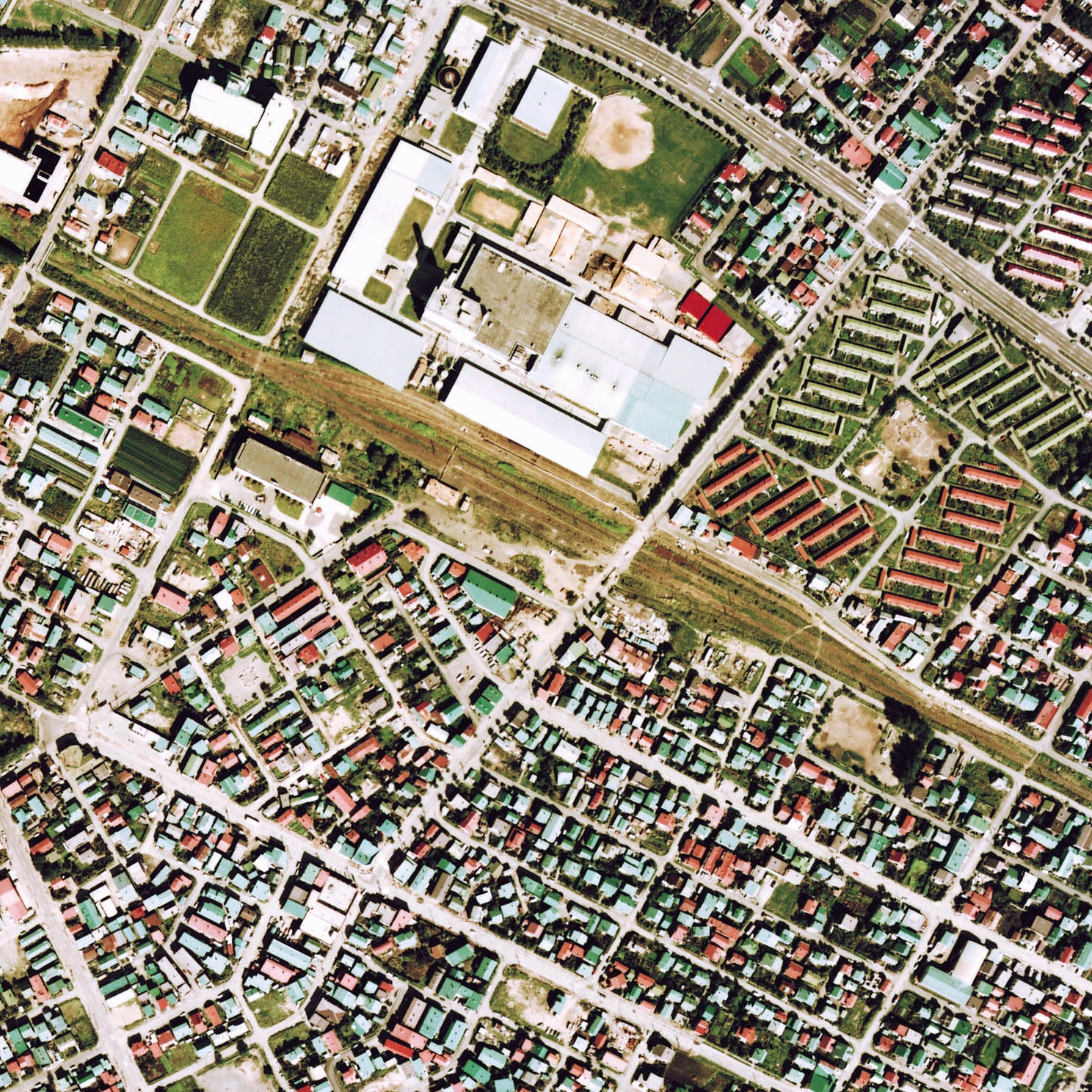
1976年、千歳線旧線廃止後に函館本線の貨物駅となった月寒駅と周囲約750 m範囲。左が東札幌方面。当駅はこの写真（9月26日撮影）の直後に廃止された。駅裏に当駅が残された要因のアサヒビール北海道工場がある。右はこの写真外の踏切手前で切られ、その先の旧線跡は既にサイクリングロードに整備されている。

- 1926年（大正15年）8月21日：北海道鉄道（2代）札幌線沼ノ端 - 苗穂間開業に伴い開設[1]。一般駅。
- 1943年（昭和18年）8月1日：北海道鉄道が戦時買収私鉄に指定され国有化、鉄道省（1949年から国鉄）千歳線となる[1]。
- 1973年（昭和48年）9月9日：千歳線線路付け替えにより苗穂 - 東札幌間・当駅 - 北広島間を廃止して白石 - 当駅間の函館本線貨物支線の終端駅となる。旅客扱い廃止[注釈 1]。東札幌との駅間距離を2.7 kmから2.8 kmに改キロ。
- 1976年（昭和51年）
  - 8月31日：アサヒビール関係の貨物列車の運行を終了[注釈 2]。
  - 10月1日：東札幌 - 当駅間廃止により廃駅。

## 駅周辺
- 北海道中央バス「月寒中学校」停留所

旅客扱い廃止後も「月寒駅前（つきさむえきまえ）」のままで、白石駅前との間の路線は代替バスとされていた。駅の廃止後は、「月寒中学校前」を経て、現在の名称に変更。

## 跡地
駅の跡地には、一部に1982年（昭和57年）1月18日に札幌市白石老人福祉センターが開館したほか、アサヒビール北海道工場の物流センターが建てられている。東北通から駅舎に至る道路は現存し、その道路が物流センターに突き当ったところに駅があったことの記念碑が建っている。

## 隣の駅
日本国有鉄道
千歳線（旧線）
東札幌駅 - 月寒駅 - 大谷地駅